# Jorge Pellicer
Jorge Alberto Pellicer Barceló (Santiago del Cile, 7 febbraio 1966) è un allenatore di calcio ed ex calciatore cileno, di ruolo centrocampista, tecnico dell'Unión Española.

## Palmarès

### Giocatore

#### Competizioni nazionali
- Coppa del Cile: 1

Unión Española: 1992

### Allenatore

#### Competizioni nazionali
- Campionato cileno: 2

Universidad Católica: 2005 (Clausura)
Huachipato: 2012 (Clausura)
- Coppa del Cile: 1

Universidad de Concepción: 2008